# Бондарівська сільська рада (Марківський район)
| Бондарівська сільська рада — колишній орган місцевого самоврядування у Марківському районі Луганської області з адміністративним центром у с. Бондарівка. Водоймища на території, підпорядкованій даній раді: річки Деркул, Лізна. Сільській раді були підпорядковані населені пункти: - с. Бондарівка - с. Курячівка - с. Нова Україна |

## Склад ради
Рада складалася з 16 депутатів та голови.

### Керівний склад ради
| ПІБ                             | Основні відомості                                                         | Дата обрання | Дата звільнення |
| ------------------------------- | ------------------------------------------------------------------------- | ------------ | --------------- |
| Тернецький Микола Станіславович | Сільський голова, 1951 року народження, освіта, безпартійний              | 26.03.2006   | 31.10.2010      |
| Тіщенко Олександр Борисович     | Сільський голова, 1981 року народження, освіта вища, член Партії регіонів | 18.09.2011   |                 |

Примітка: таблиця складена за даними джерела